# Sprzężone wiązania wielokrotne

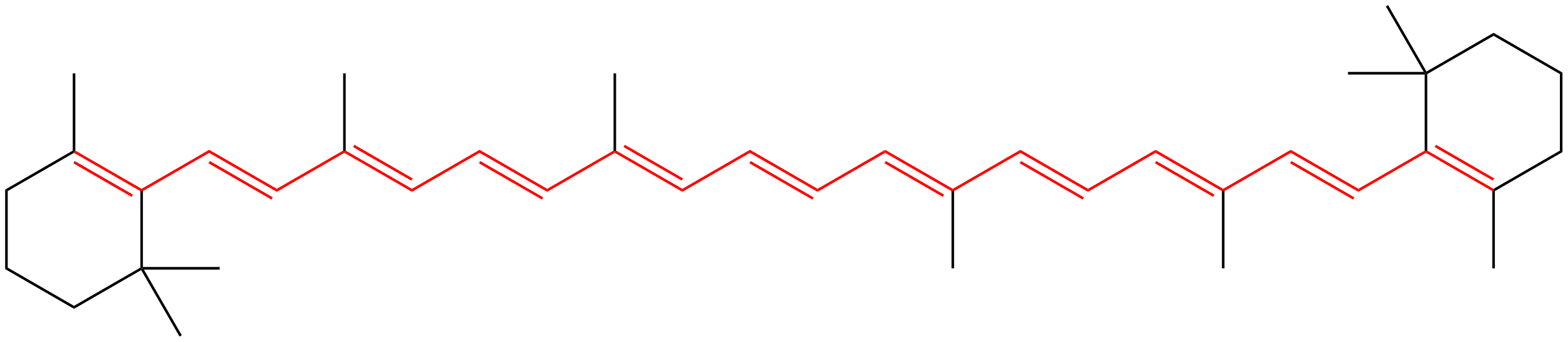
Klasyczny wzór cząsteczki β-karotenu (prowitamina witaminy A) z układem sprzężonych wiązań podwójnych.
Czerwonym kolorem wyróżniono tę część cząsteczki, w której elektrony z atomowych orbitali p węgla można uważać za jednowymiarowy gaz elektronowy. Są one w dużym stopniu swobodne, co przypomina wiązanie metaliczne. Dla każdego z elektronów znajdujących się w jednowymiarowej studni potencjału można obliczyć wartość energii wzbudzenia, np. wskutek absorpcji światła. Pozwala to wyjaśnić np. barwę marchwi (maksima absorpcji: 451 i 477 nm).

Sprzężone wiązania wielokrotne (układ sprzężonych wiązań wielokrotnych) – określenie dotyczące budowy cząsteczek związków organicznych, w których poza wiązaniami sigma (σ) formalnie istnieją co najmniej dwa wiązania wielokrotne pi (п) lub delta (δ), rozdzielone jednym wiązaniem pojedynczym. W takiej sytuacji energetycznie korzystna jest dalsza delokalizacja elektronów z atomowych orbitali p lub d, leżących prostopadle do płaszczyzny wiązań sigma. Zdelokalizowane elektrony walencyjne zajmują wielocentrowe orbitale molekularne (cząsteczkowe). W niektórych przypadkach są traktowane jak elektrony swobodne w jednowymiarowej studni potencjału – rodzaj gazu elektronowego.
Popularnymi przykładami cząsteczek z układem sprzężonych wiązań podwójnych C=C są związki aromatyczne oraz niektóre dieny (dwa sprzężone wiązania C=C, np. 1,3-butadien) i polieny. Sprzężenie wielu wiązań wielokrotnych wyjaśnia przewodnictwo polimerów („metaliczność” wiązania między niemetalami) oraz barwę licznych pigmentów. Łańcuch polienowy jest chromoforem pochłaniającym promieniowanie w zakresie widzialnym. Ten efekt leży u podstaw widzenia barw (widzenie fotopowe). Zawdzięczają mu barwę np. liczne karoteny i chlorofile.
Układy wielokrotnych wiązań sprzężonych występują również w cząsteczkach nitryli (np. sprzężenie C=C z C≡N w cząsteczkach akrylonitrylu lub benzonitrylu) lub nienasyconych ketonów (np. sprzężenie C=C z C=O w cząsteczce aldehydu cynamonowego).

## Budowa cząsteczek i ich modele
Cząsteczki związków chemicznych są strukturami złożonymi z pewnej ilości rdzeni atomowych (jądra atomów i elektrony powłok wewnętrznych), praktycznie nieulegających zmianom w warunkach typowych dla reakcji chemicznych, oraz odpowiedniej liczby ruchliwych elektronów walencyjnych, zajmujących przestrzeń wokół rdzeni.
Stosowanie w takich złożonych układach fizycznych klasycznej definicji zlokalizowanego wiązania chemicznego prowadzi do uproszczonych modeli cząsteczek, nie zawsze wyjaśniających rzeczywiste chemiczne i fizyczne właściwości związków. Odzwierciedleniem takich modeli są np. klasyczne wzory strukturalne, w których kreska łącząca symbole pierwiastków odpowiada zlokalizowanej wiążącej parze elektronowej. W przypadkach stwierdzenia delokalizacji tych elektronów są stosowane strzałki, określające kierunki przesunięć. Wprowadzono też pojęcia ładunków umownych i ułamkowych krotności wiązania.

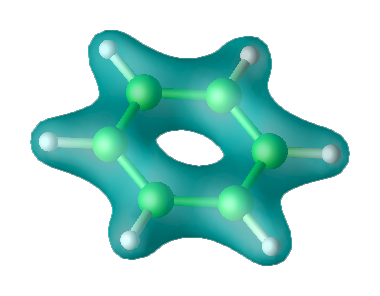
Gęstość elektronowa w cząsteczce benzenu (prawdopodobieństwo znalezienia elektronów walencyjnych w otoczeniu rdzeni (zrębów) atomowych)

Modele cząsteczek wynikające z założeń mechaniki kwantowej opierają się na pojęciu prawdopodobieństwa określonych zdarzeń. Na podstawie równania Schrödingera określa się energie elektronów oraz granice obszarów, w przestrzeni otaczającej jądra atomów, w których się poruszają. Orbitale atomowe, np. s, p, d, f, wskazują obszary, w których elektron znajduje się najczęściej (prawdopodobieństwo np. > 90%). Analogiczne funkcje falowe Ψ elektronów w cząsteczkach związków chemicznych oblicza się metodami przybliżonymi. Stosuje się np.:
- metodę liniowych kombinacji atomowych funkcji Ψ, pozwalających opisać orbitale molekularne (metoda orbitali molekularnych MO; F. Hund i Robert S. Mulliken, Nagroda Nobla w dziedzinie chemii, 1966)
- metodę liniowych kombinacji funkcji Ψ tzw. granicznych, hipotetycznych struktur rezonansowych (struktur kanonicznych), zawierających wyłącznie wiązania zlokalizowane (metoda wiązań walencyjnych, valence bond VB; J.C. Slater 1931, L. Pauling 1933; Nagroda Nobla w dziedzinie chemii, 1954).

W czasie obliczeń poszukuje się takich wartości wag, przypisywanych poszczególnym funkcjom Ψ, które zapewniają osiągnięcie najmniejszej energii wewnętrznej opisywanego układu (stan podstawowy cząsteczki).
Najdalej idącą próbą opisu struktury cząsteczek z elektronami zdelokalizowanymi jest wykorzystanie rozwiązań równania Schrödingera dla elektronu swobodnego w jednowymiarowej studni potencjału (zobacz: cząstka w studni potencjału).

## Cząsteczka benzenu

Benzen – pięć struktur kanonicznych, stosowanych w czasie obliczania funkcji falowych metodą VB (Valence Bond; metoda struktur walencyjnych)

Sześć orbitali molekularnych w cząsteczce benzenu – wynik obliczeń metodą MO/LCAO (Linear Combination of Atomics Orbitals). Orbitale są zapełniane zgodnie z zasadami określonymi dla orbitali atomowych.

Wzór strukturalny benzenu z oznaczeniem informującym o delokalizacji sekstetu elektronowego (zobacz też: aromatyczność)

Cząsteczka benzenu jest układem złożonym z sześciu zrębów atomowych węgla, sześciu protonów (jądra atomowe wodoru) i 30 elektronów walencyjnych. Spośród tych elektronów 24 tworzą zlokalizowane wiązania sigma, ułożone względem siebie pod kątem 120°. Jest to zgodne z zasadami hybrydyzacji sp² i gwarantuje najmniejsze wzajemne boczne nakładanie się. Prostopadle do płaszczyzny, na której leży tak skonstruowany pierścieniowy zrąb molekularny, mogą ustawić się atomowe orbitale pozostałych 6 elektronów p (sekstet). Takie równoległe orbitale nakładają się bocznie (wiązanie πp–p) w dużej odległości od płaszczyzny wiązań sigma, czyli w obszarze, gdzie prawdopodobieństwo znalezienia elektronów jest bardzo małe. Takie słabe wiązanie nie wyjaśnia trwałości cząsteczki benzenu.
Zgodnie z propozycją Kekulégo powstają struktury z trzema wiązaniami podwójnymi i trzema pojedynczymi. Brak zgodności tej hipotezy z doświadczalnie stwierdzoną równocennością wszystkich wiązań pierścienia próbowano wyjaśnić efektem rezonansu.
W czasie obliczeń, wykonywanych zgodnie z zasadami mechaniki kwantowej metodą struktur walencyjnych (VB), struktury Kekulégo są brane pod uwagę jako struktury kanoniczne, czyli hipotetyczne struktury graniczne. Uwzględniane są również inne hipotetyczne układy z wiązaniami zlokalizowanymi, np. trzy struktury Dewara.
Wynikiem obliczeń wykonywanych metodą orbitali molekularnych (MO) jest sześć zdelokalizowanych orbitali cząsteczkowych – 3 wiążące i 3 niewiążące. W cząsteczce benzenu w stanie podstawowym, elektrony sekstetu obsadzają trzy orbitale wiążące (trzy pary elektronowe w dwóch torusach – nad i pod płaszczyzną wiązań sigma). Orbitale o wyższych energiach, łącznie również tworzące torus, są zajmowane po wzbudzeniu cząsteczki (np. absorpcji kwantu promieniowania).
Tak zbudowany układ ma mniejszą energię wewnętrzną niż hipotetyczny cykloheksatrien. Różnica między energią cząsteczki benzenu z elektronami zdelokalizowanymi (struktura rzeczywista w stanie podstawowym) i zlokalizowanymi (struktura Kekulégo), zwana energią stabilizacji aromatycznej, energią stabilizacji przez sprzężenie albo energią rezonansu wynosi około 40 kcal/mol. Porównując np. dwie wartości energii:
- suma energii wiązań (E) w strukturze Kekulégo:

3 × EC–C + 3 × EC=C + 6 × EC–H = 3 × 81 + 3 × 146,5 + 6 × 98,5 = 1273,5 kcal/mol
- doświadczalnie oznaczone ciepło tworzenia benzenu: 1310 kcal/mol

otrzymuje się wartość energii stabilizacji przez sprzężenie
1310 − 1273,5 = 36,9 kcal/mol.
Podobną wartość energii sprzężenia uzyskuje się porównując zmierzone i obliczone dla struktury Kekulego wartości energii uwodornienia. W tabeli zestawiono dane dotyczące benzenu i etylobenzenu z analogicznymi wynikami, charakteryzującymi energię sprzężenia w cząsteczkach z dwoma sprzężonymi wiązaniami podwójnymi.
| Związek chemiczny | Ciepło zmierzone | Ciepło obliczone | Energia sprzężenia |
| ----------------- | ---------------- | ---------------- | ------------------ |
| benzen            | 49,8             | 85,8             | 36                 |
| etylobenzen       | 48,9             | 84,1             | 35,2               |
| cykloheksadien    | 55,4             | 57,2             | 1,8                |
| cyklopentadien    | 50,9             | 53,8             | 2,9                |
| 1,3-butadien      | 57,1             | 60,6             | 3,5                |

## Cząsteczka 1,3-butadienu

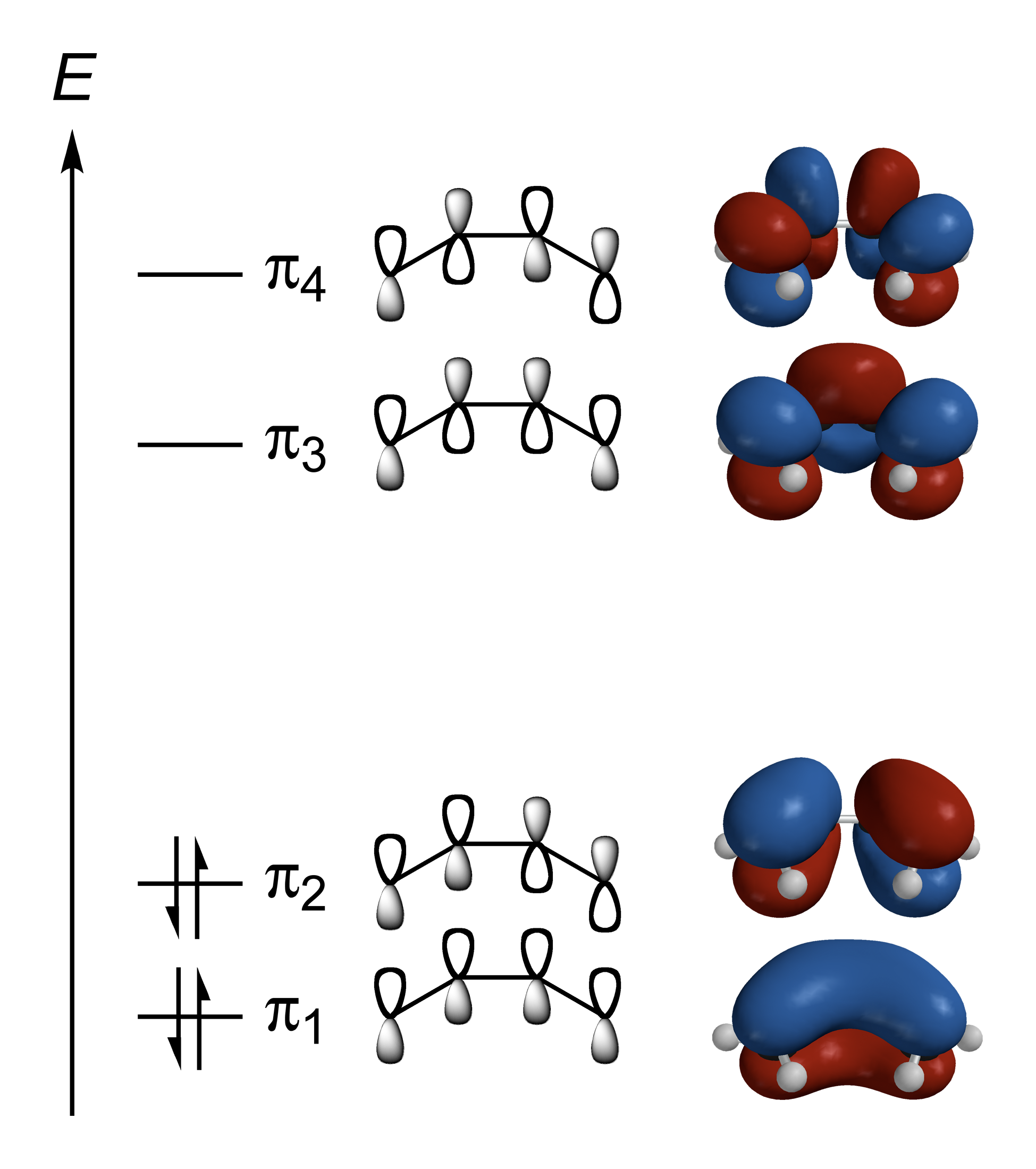
Orbitale cząsteczkowe 1,3-butadienu

Klasyczny wzór strukturalny aldehydu cynamonowego

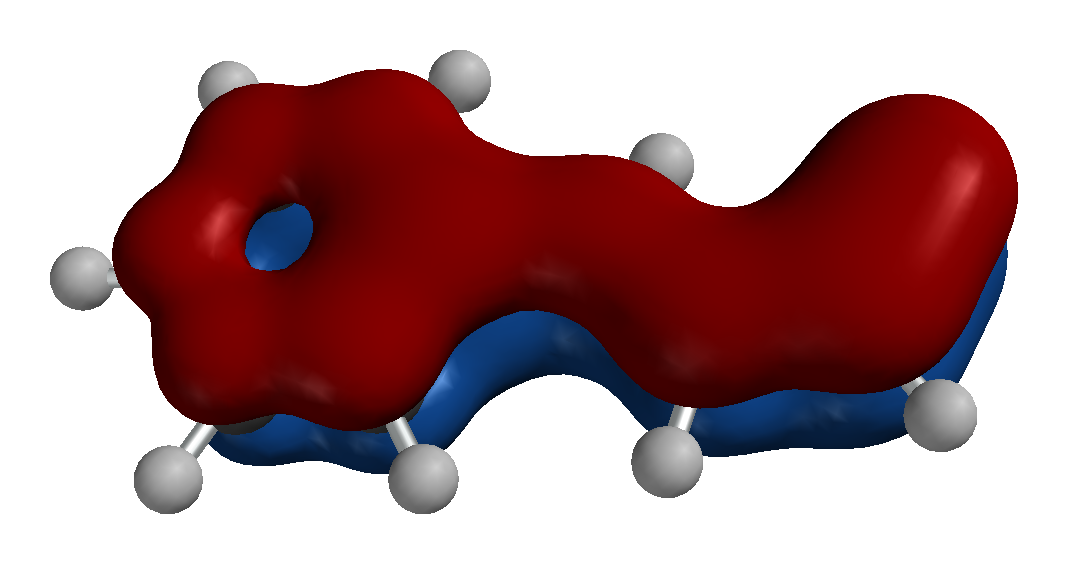
Orbital molekularny π w cząsteczce aldehydu cynamonowego

W cząsteczce 1,3-butadienu, zbudowanej z czterech atomów węgla i sześciu atomów wodoru, powstaje zrąb molekularny, powiązany dziewięcioma wiązaniami sigma. Ponieważ te wiązania powstają w efekcie nałożenia orbitali s wodoru i orbitali sp2 węgla, zrąb leży na płaszczyźnie, a kąty między wiązaniami wynoszą 120°.
Pozostałe elektrony walencyjne, to elektrony p węgla (po jednym od każdego z atomów C), o orbitach atomowych ustawionych prostopadle do płaszczyzny wiązań σ. Liniowa kombinacja tych funkcji falowych (metoda LCAO) prowadzi do wyznaczenia czterech orbitali molekularnych:
- π1 – wiążąca para elektronowa, elektrony zdelokalizowane w zakresie od C1 do C4 (podwyższa energię wszystkich wiązań)
- π2 – wiążąca para elektronowa; elektrony zdelokalizowane w zakresach od C1–C2 i C3–C4 (odpowiednik klasycznego zapisu położenia wiązań zlokalizowanych)
- π3 – para elektronowa wiążąca tylko dla C2 i C3
- π4 – para elektronowa, która nie podwyższa energii żadnego z wiązań C–C.

Elektrony atomowe p zajmują więc w stanie podstawowym cząsteczki butadienu orbitale molekularne π1 i π2. Całkowity rozkład ładunków w tym stanie wyraża suma ładunków elektronów z obu orbitali. Suma wskazuje, że energia wiązania C2–C3 jest większa niż energia odpowiedniego wiązania σ (przewidywanego zgodnie z zapisem C1=C2–C3=C4).

## α,β-Nienasycone aldehydy i ketony
W licznych α,β-nienasyconych aldehydach i ketonach (np. aldehyd krotonowy, aldehyd cynamonowy lub tlenek mezytylu) występuje sprzężenie między wiązaniami C=C i C=O. Jest to przyczyną charakterystycznych zmian właściwości fizycznych. Zaobserwowano, że wskutek tego sprzężenia refrakcja molowa takich związków jest większa od refrakcji obliczonych z refrakcji wiązań (brak addytywności, zjawisko „egzaltacji”).
Występowanie sprzężenia decyduje też o przebiegu niektórych reakcji chemicznych, np. reakcji uwodornienia. Stwierdzono, że układ sprzężony C=C-C=O ulega uwodornieniu trudniej, niż izolowane wiązanie C=C. W przypadkach, gdy w cząsteczce występuje nie sprzężone z tym układem, dodatkowe wiązanie C=C, ulega ono uwodornieniu w pierwszej kolejności.

## Elektrony п polienów w studni potencjału

Energia elektronu w studni potencjału, za jaką uznaje się orbital zawierający wszystkie zdelokalizowane elektrony π łańcucha polienu (przestrzeń nad i pod rdzeniem molekularnym z wiązaniami σ)

Zdelokalizowane elektrony walencyjne π łańcucha polienowego bywają traktowane jak gaz elektronowy (elektrony swobodne), znajdujący się w jednowymiarowej „studni potencjału” (zobacz też: cząstka w studni potencjału). Uznaje się, że granicami studni są końce łańcucha, stanowiące dla elektronów nieskończenie wysoką barierę potencjału. Elektron może przemieszczać się tylko wzdłuż łańcucha, powyżej i poniżej niego. Zaniedbuje się zmiany energii, zależne od chwilowej odległości od kolejnych jąder atomów węgla (tzw. elektron swobodny nie ma energii potencjalnej). Rozwiązując równanie Schrödingera dla każdego z tak opisanych elektronów π otrzymuje się zależność:
{\displaystyle E_{n}={\frac {n^{2}h^{2}}{8ml^{2}}},}
gdzie:
{\displaystyle n} – liczba kwantowa (kolejne liczby naturalne),
{\displaystyle h} – stała Plancka,
{\displaystyle m} – masa elektronu,
{\displaystyle l} – szerokość studni (długość łańcucha polienowego).
W stanie podstawowym elektrony wypełniają najniższe poziomy (najmniejsze wartości {\displaystyle n}). Najłatwiejsze wzbudzenie cząsteczki polega na pochłonięciu kwantu (hc/λ), którego wielkość jest równa różnicy między energią elektronu na najwyższym zajętym poziomie i najbliższym poziomie wolnym. W czasie badań absorpcji światła oznacza to absorpcję w najbardziej długofalowym zakresie widma. Długość fali absorbowanego wówczas światła jest oznaczana symbolem λmaks [μm].
Według W. Kuhna (1948) wartość λmaks [nm] można obliczyć z wzoru:
{\displaystyle \lambda _{maks}={\frac {157}{\sqrt {(1-0{,}922\cdot \cos {\frac {\pi }{n+1}})}}}.}
Wykonanie stosunkowo prostych obliczeń pozwala więc przewidywać barwę związku na podstawie informacji o długości łańcucha polienowego (liczba atomów węgla × średnia długość wiązania). W tabeli zestawiono dla przykładu wartości zmierzone i obliczone dla kilku polienów.
| Związek chemiczny | Liczba wiązań podwójnych | λ obliczone | λ zmierzone |
| ----------------- | ------------------------ | ----------- | ----------- |
| butadien          | 2                        | 233         | 217         |
| heksatrien        | 3                        | 282         | 258         |
| oktatetraen       | 4                        | 320         | 302         |
| dehydro-β-karoten | 12                       | 461         | 475         |
| dehydrolikopen    | 15                       | 486         | 504         |

## Wpływ na właściwości elektryczne i magnetyczne
Z delokalizacją i swobodą przemieszczania się elektronów π w układzie sprzężonych wiązań wielokrotnych wiąże się wysoka i silnie anizotropowa polaryzowalność cząsteczek, a także silnie anizotropowa podatność magnetyczna.